# 忠犬巴比雕像
忠犬巴比雕像（英語：Greyfriars Bobby Fountain）是一座位在蘇格蘭愛丁堡，用於紀念忠犬巴比的青銅雕像。巴比是19世紀的一隻斯凱㹴，牠在其主人約翰·格雷去世後整整十四年守護著主人的墳墓，直到牠自己於1872年1月14日去世為止。
當時英國皇家防止虐待動物協會婦女委員會主席安吉拉·伯德特-庫茨深受忠犬巴比的事蹟感動，在她要求與贊助下建立了這座立在花崗岩噴泉上的忠犬巴比雕像。雕像由雕塑家威廉·布洛迪製作，啟用於1873年11月，地點位在愛丁堡喬治四世橋的南端，灰衣修士教堂墓地和蘇格蘭國立博物館的附近。
該雕像在1977年成為英國A級保護建築。
多年來，忠犬巴比雕像成為當地的知名觀光景點；一些人為了追求好運會去摩擦雕像的鼻子，致使該部位嚴重掉漆，地方當局不得不時常修復。

## 圖集

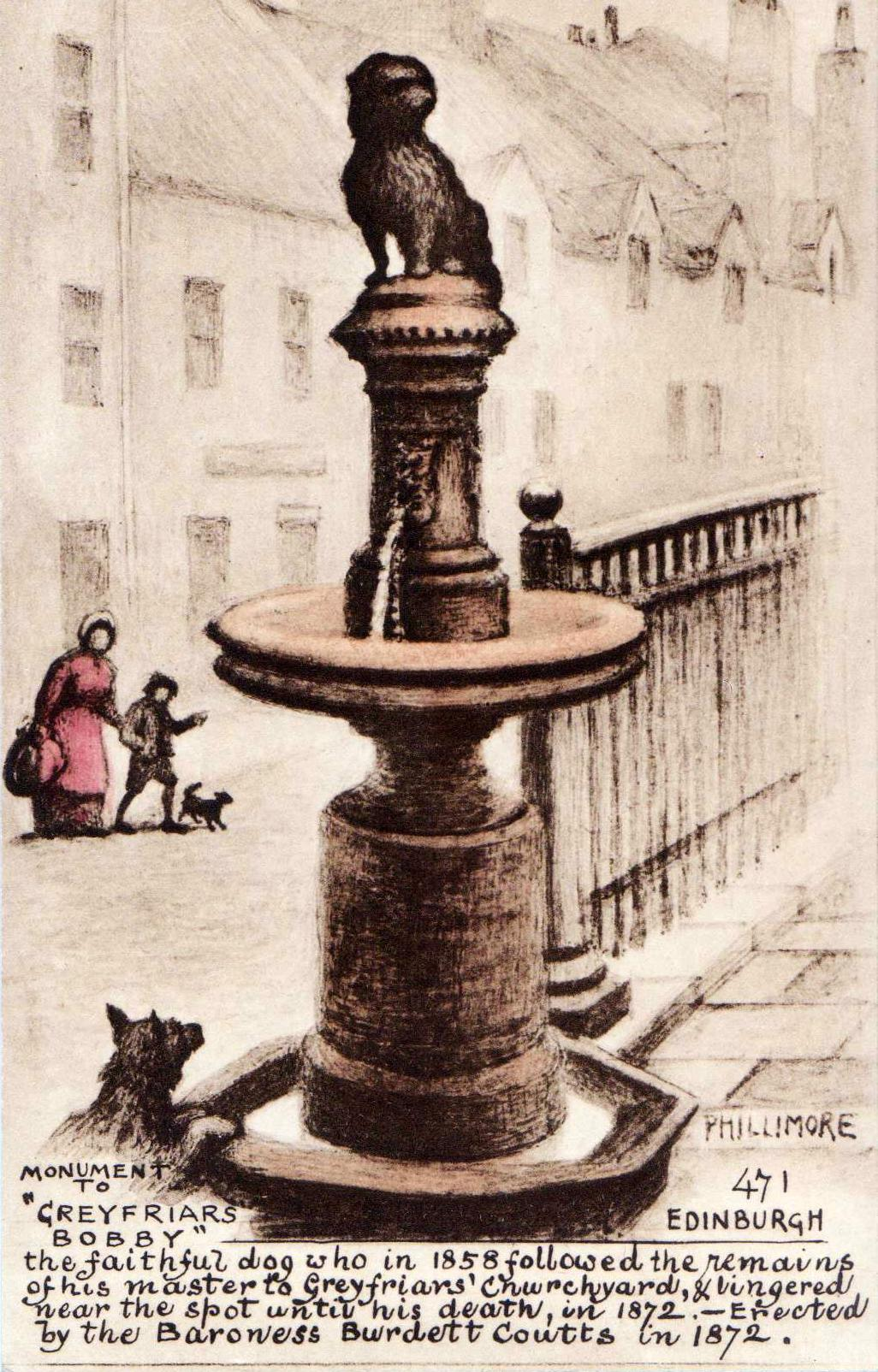
20世紀初期的插圖。
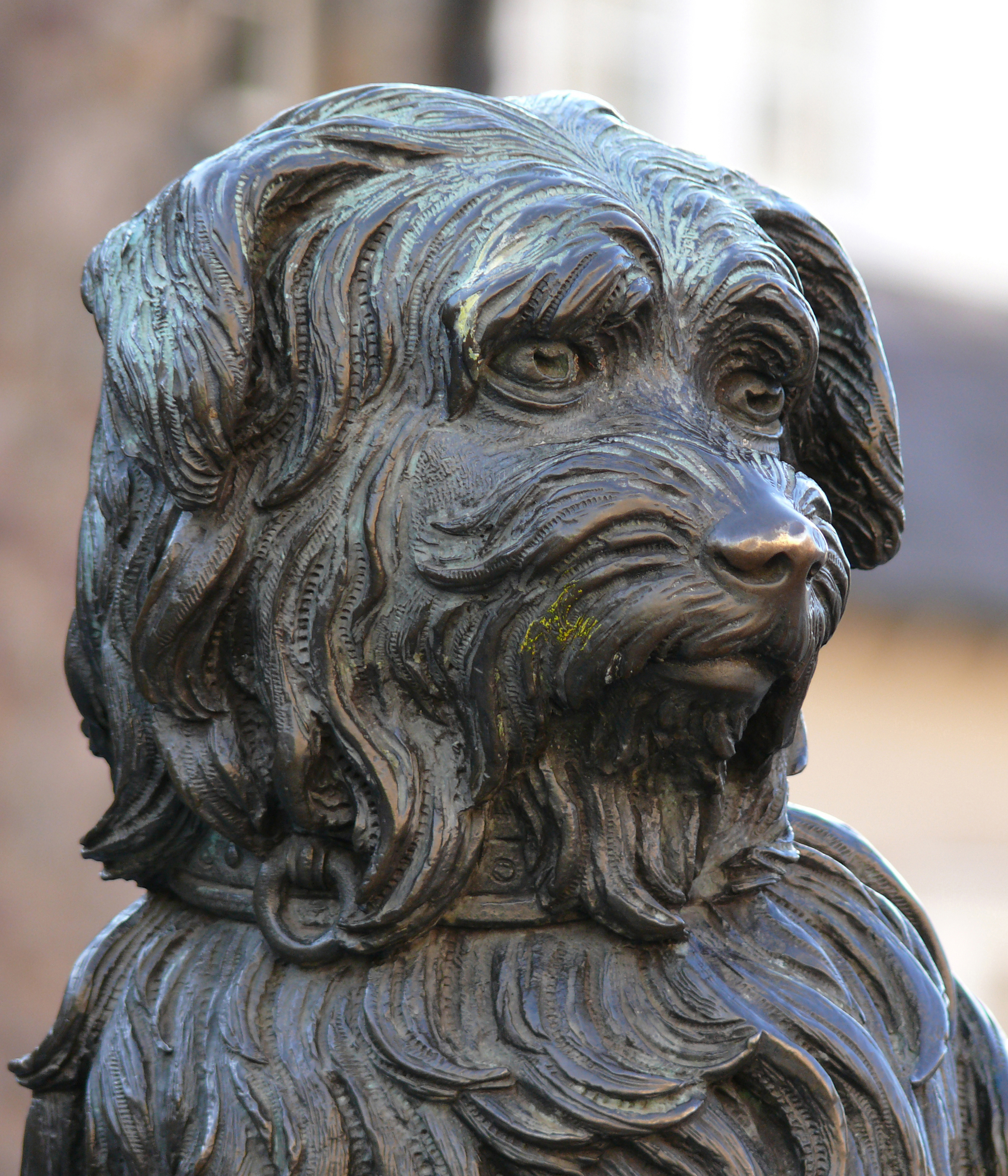
面部細節。
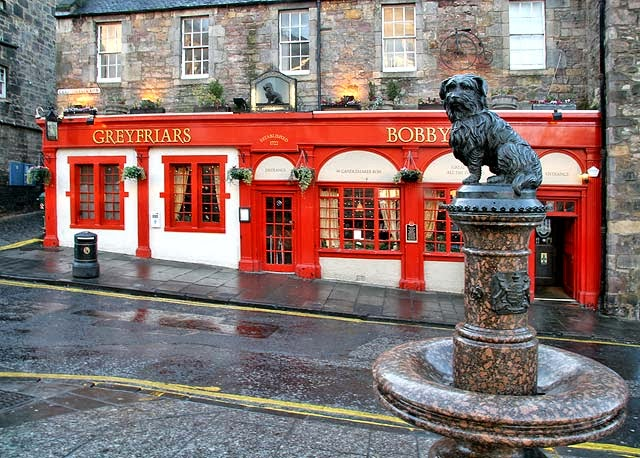
後方的當地酒吧亦以忠犬巴比命名。

## 外部連結
- 忠犬巴比雕像 （页面存档备份，存于）在Waymarking.com網站（英文）

55°56′49″N 3°11′29″W / 55.94695°N 3.19132°W